# KAVA-PECH
KAVA-PECH (plným jménem Kongresová a vzdělávací agentura Petra Chrdleho) je nakladatelství, sídlící v Dobřichovicích. Kromě publikační činnosti se zabývá pořádáním seminářů a zájezdů. Publikuje díla převážně v češtině, esperantu a němčině, beletrie i odborné práce.

## Některé publikace tohoto nakladatelství

### Česky
- Rüdiger Sachs: Nebezpečí tropických nemocí
- Věra Barandovská-Frank: Latina jako mezinárodní jazyk
- Miloš Lánský, Irena Fialová: Vzdělávací kybernetika ve výzkumu a výuce
- Petr Chrdle: Současné trendy ve vzdělávání
- Kurisu Kei: Co mi dala česká literatura
- Petr Chrdle, Stanislava Chrdlová: Esperantem za tři měsíce
- Miroslav Malovec: Gramatiko de Esperanto
- Jaroslav Hašek: Ne nur soldato Švejk (Nejen voják Švejk – Haškovy povídky, přeložené do esperanta)
- Karel Čapek: Milito kontraŭ Salamandroj (Válka s Mloky, překlad do esperanta)
- Max Kašparů: Kristnaskaj demandoj kaj paradoksoj (Vánoční paradoxy a Vánoční proč-kdy-jak-kde, do esperanta přeložil Marek Blahuš)

### V esperantu
- Stanislava Chrdlová, Miroslav Malovec: Baza ĉeĥa konversacio (základy češtiny pro zahraniční turisty, vyšlo esperantem, německy, anglicky, rusky, italsky a francouzsky)

## Zajímavost
V roce 2016 bylo nakladatelství zapsáno do České databanky rekordů za export vlastních knih (převážně v esperantu a v malých nákladech) do 64 zemí světa.